# جمعية كشافة كوريا
جمعية الكشافة كوريا هي جمعية الكشافة الوطنية في كوريا الجنوبية.
تأسست الحركة الكشفية في كوريا في عام 1922 عندما كانت كوريا تحت الحكم الياباني، وأرسلت ممثلين إلى المسابقة الأولى في الشرق الأقصى للمهرجان الكشفي المقام في بكين في عام 1924. ومع ذلك، كانت الكشافة محظورة في كوريا من قبل سلطات الاحتلال من عام 1937 حتى 15 أغسطس 1945. الكشافة كانت موجودة في كل مناطق شبه الجزيرة الكورية قبل الحرب الكورية في عام 1950. تم الاعتراف بكشافة كوريا الجنوبية من قبل المنظمة العالمية للحركة الكشفية في عام 1953. حسب إحصائيات عام 2011 يبلغ عدد أعضاء الجمعية حوالي 201455 كشاف.
حصل الدكتور كيم يونغ-وو وزير الدفاع السابق الوطني أول نمر كشفي ووسام الذئب البرونزي، فإن التمييز الوحيد للمنظمة العالمية للحركة الكشفية، التي تمنحها اللجنة الكشفية العالمية للخدمات استثنائية لالكشافة العالم، في عام 1975.